# Arnold J. Toynbee
Arnold Joseph Toynbee (Londra, 14 aprile 1889 – York, 22 ottobre 1975) è stato uno storico inglese.
Appartenne alla corrente britannica dello storicismo diffusasi nella seconda metà dell'Ottocento e che vide in Toynbee uno dei suoi massimi esponenti.
Con le sue opere si collegò a uno dei capostipiti della scuola, Oswald Spengler, prendendone polemicamente le distanze su vari punti fondamentali.

## Biografia
Toynbee era il nipote dell'importante economista e storico Arnold Toynbee, con il quale spesso è confuso. Nacque a Londra nel 1889, studiò al Balliol College di Oxford, dove incominciò la sua carriera come docente nel 1912; durante la prima guerra mondiale lavorò per conto dell'Intelligence al "British Foreign Office" e fu un delegato alla Conferenza di pace di Parigi del 1919. 
Nel 1936 fu ricevuto da Adolf Hitler nel suo quartier generale. Riprese a collaborare con il "Foreign Office" allo scoppio della seconda guerra mondiale.

## Il pensiero
Le teorie e il tipo di approccio alla storia di Toynbee sono quelli della "storia comparata". Come Oswald Spengler (Il tramonto dell'occidente) analizza e postula la crescita e il declino delle civiltà, che mette al centro del suo interesse al posto delle nazioni e dei gruppi etnici. Respinge però di Spengler il determinismo dei cicli di crescita e declino come retti da una legge naturale. La sopravvivenza di una civiltà dipende per Toynbee dalla sua risposta ai mutamenti del contesto.
La sua definizione di civiltà si basa su criteri religiosi e culturali, anziché su divisioni in gruppi nazionali o etnici. Tratta dunque la civiltà occidentale come un'unità che include le nazioni formatesi dalla caduta dell'Impero romano d'Occidente, come contrapposta alla civiltà ortodossa della Russia e dei Balcani, e distinta dalla civiltà greco-romana che la precede.
Per Toynbee la storia di una civiltà si presenta nei termini di sfide e risposte. Le civiltà si formano in risposta a una serie di sfide difficili, nelle quali "minoranze creative" escogitano soluzioni che riorientano l'intera società. Sfide e risposte possono essere di natura fisica, come quando i Sumeri riuscirono a sfruttare le paludi irriducibili del sud dell'Iraq organizzando gli abitanti neolitici in una società capace di grandi progetti di irrigazione. Possono essere anche di natura sociale, come quando la Chiesa cattolica risolse il caos dell'Europa post-romana inscrivendo i nuovi reami germanici in una singola comunità religiosa. Quando le civiltà rispondono alle sfide, esse si sviluppano. Le civiltà declinano quando i loro leader smettono di rispondere creativamente, e le civiltà sprofondano a causa del nazionalismo, del militarismo e della tirannia di minoranze dispotiche. Toynbee riteneva che "le civiltà muoiono per suicidio, non per assassinio." ed in particolare, prendendo spunto dall'élite confuciana cresciuta durante il regime degli Han occidentali ed orientali, in Cina, anche per l'eccessivo interesse privato in atti pubblici (Mankind and Mother Earth, 1976, Oxford). Le civiltà non sono macchine inalterabili e intangibili, bensì reti di relazioni sociali entro i propri confini e sono quindi soggette alle decisioni, buone o cattive, che esse assumono.

## Influenza e critiche
Le idee di Toynbee hanno avuto una certa risonanza nel secondo dopoguerra (ha avuto una copertina del Time Magazine nel 1947), ma sono state criticate da alcuni storici. Le critiche inoltre riguardano la sua spiegazione generale sullo sviluppo e la caduta delle civiltà, che si basa troppo sulla sua considerazione della religione come una forza rigenerativa. Alcuni critici considerano le sue conclusioni come quelle di un moralista cristiano più che quelle di uno storico. Hugh Trevor-Roper dipinge il lavoro di Toynbee come "Filosofia del pasticcio", mentre Peter Geyl ne definisce l'approccio ideologico in termini di "speculazioni metafisiche travestite da storia" . Non viene però negato a Toynbee un certo ruolo nello sviluppo delle tendenze alla specializzazione nelle moderne ricerche storiografiche.
Toynbee è oggetto di molteplici attacchi in due capitoli dello "From Shakespeare to Existentialism" (1959) di Walter Kaufmann, tra i quali uno riguarda il fatto che "... Il successo di Toynbee si limita agli Stati Uniti dove l'opinione pubblica è molto influenzata dai periodici ..." (p. 426). Un altro prende di mira l'enfasi sui gruppi religiosi come demarcazioni significative del mondo (p. 408), nel 1956. Era opinione di Toynbee che l'arrivo del Buddismo in occidente si sarebbe rivelato come l'evento più importante del XX secolo.
In un saggio intitolato "The Chatham House Version" (1970), Elie Kedourie, uno storico del Medio Oriente della London School of Economics, ha attaccato il ruolo che a suo dire Toynbee ha avuto nell'abdicazione di responsabilità nel corso della ritirata dell'Impero britannico, che non ha lasciato dietro di sé valori democratici nei paesi che prima aveva sotto il suo dominio. Kedourie ritiene che tutto il lavoro e il sistema di Toynbee fosse volto a sottovalutare questo aspetto delle responsabilità imperialiste, e a queste considerazioni allega la denuncia del lavoro di Toynbee al Foreign Office, nel quale si occupò direttamente del Mandato in Palestina.

## Opere tradotte in italiano
- Civiltà al paragone, traduzione di G. Paganelli e A. Pandolfi, Collana Vinti e vincitori, Milano, Bompiani, 1949.
- Panorami della storia. Genesi delle civiltà (1934-54).
- Civiltà alla prova (1949).
- Le civiltà nella storia (Compendio di D.C. Somervell), traduzione di G.P. e C. De Bosis, Collana Biblioteca di cultura storica n.38, Torino, Einaudi, 1950.
- Il Mondo e l'Occidente (Oxford University Press, 1953), Milano, Aldo Martello Editore, 1956.
- Il mondo ellenico, traduzione di Ginetta Pignolo, Collana Piccola Biblioteca, Torino, Einaudi, 1967.
- Le città del destino, a cura di A. Toynbee, Eris, 1969.
- La città aggressiva, traduzione di Elena Elementelli, Collana Biblioteca di Cultura moderna n.725, Bari, Laterza, 1972.
- Storia comparata delle civiltà, (Compendio di Somervell), Trad. AA. VV, Newton Compton Editori, 1974
- Storia e religione. Alle radici delle civiltà (tit. orig. An Historian Approach to Religion, 1956), Milano, Rizzoli, 1984, ISBN 88-17-53781-0.
- L'eredità di Annibale. Le conseguenze della guerra annibalica nella vita romana. Volume I: Roma e l'Italia prima di Annibale, Volume II: Roma e il Mediterraneo dopo Annibale, Avvertenza di Giorgio Camassa, Collana Biblioteca di cultura storica, Torino, Einaudi, 1981.
- L'eredità di Annibale. Le conseguenze della guerra annibalica nella vita romana. Volume II: Roma e il Mediterraneo dopo Annibale, Collana Biblioteca di cultura storica, Torino, Einaudi, 1983.
- Il racconto dell'Uomo. Cronaca dell'incontro del genere umano con la Madre Terra (tit. orig. Mankind and Mother Earth, 1976, postumo), Collezione Storica, Milano, Garzanti, 1977.
- Costantino Porfirogenito e il suo mondo (1973), traduzione di Mario Stefanoni, Collana Biblioteca Storica, Firenze, Sansoni, 1987, ISBN 88-383-0023-2. - Ghibli, 2019, ISBN 978-88-680-1212-0.
- Arnold J. Toynbee e Daisaku Ikeda, Dialoghi. L’uomo deve scegliere (tit. orig. Choose Life), Milano, Bompiani, 1988.